# 18 til I Die
18 til I Die è il settimo album del cantante canadese Bryan Adams, pubblicato il 4 giugno 1996 dalla A&M Records.
L'album contiene la prima canzone Have You Ever Really Loved a Woman?, che era stata pubblicata come singolo e nella colonna sonora del film Don Juan De Marco più di un anno prima, e altri 4 singoli: The Only Thing That Looks Good on Me Is You (il secondo singolo dell'album, pubblicato il 28 maggio), Let's Make a Night to Remember, Star e 18 til I Die; la traccia dell'album I'll Always Be Right There è stata rilasciata anche alla radio negli Stati Uniti. Ha raggiunto il primo posto in classifica nel Regno Unito, e ha venduto circa 5 milioni di copie nel mondo.

## Registrazione e produzione
L'album è stato scritto, registrato e prodotto da Adams e Robert Lange in una casa a Ocho Rios, Giamaica, tra l'inverno 1994 e l'estate 1995 e in due case diverse in Provenza, Francia, di cui una era villa Lorada a Ramatuelle del cantante francese Johnny Hallyday, fra i due era nata un'amicizia a inizio anni novanta, Adams aveva collaborato con Hallyday per gli album Ça ne change pas un homme del 1991 e Rough Town del 1994, Adams decise di prendere in affitto la villa e di passarci alcuni mesi, dall'autunno 1995 alla primavera del 1996, la registrazione avvenne con una unità mobile denominata Warehouse Studio Mobile Unit. Il missaggio è avvenuto sempre in Provenza nel marzo 1996, operato da Bob Clearmountain. Adams ha suonato alcune di queste canzoni dal vivo prima di essere pubblicate; per esempio, ha suonato "Let's Make a Night to Remember" durante un soundcheck in un concerto nel 1993 durante il So Far So Good Tour. Adams aveva completato 12 canzoni nel 1995, ma sentiva che mancava qualcosa nell'album, e tornò indietro e registrò due nuove canzoni: "The Only Thing That Looks Good on Me Is You" e "18 til I Die". Adams ha poi intitolato l'album 18 til I Die.

## Pubblicazione e riscontro
Pubblico
18 til I Die è stato ufficialmente distribuito nel giugno 1996. Negli Stati Uniti l'album ha raggiunto la posizione 31 nella Billboard 200. L'album è stato pubblicato in Australia, Europa e Nuova Zelanda a fine giugno 1996. L'album è stato un enorme successo commerciale durante la sua uscita in Europa, raggiungendo il numero uno nelle classifiche britanniche, diventando il secondo album di fila di Adams a raggiungere tale risultato. 18 til I Die raggiunto la top ten nei Paesi Bassi, Belgio, Svizzera, Finlandia, Norvegia, Austria, Svezia, Germania e Australia. L'album è stato certificato disco di platino negli Stati Uniti, triplo disco di platino in Canada e in Australia e doppio disco di platino nel Regno Unito. Delle canzoni The Only Thing That Looks Good on Me Is You, Have You Ever Really Loved a Woman?, Let's Make a Night to Remember, Star e 18 til I Die è stato realizzato un video musicale.
La versione australiana di 18 til I Die è caratterizzata per la presenza della canzone I Finally Found Someone (duetto con Barbra Streisand) al posto di You're Still Beautiful To Me e aveva una copertina alternativa con uno sfondo viola e un ordine delle canzoni diverso , mentre la versione giapponese conteneva la canzone bonus "Hey Elvis" .
Ricezione critica
| Recensione           | Giudizio     |
| -------------------- | ------------ |
| AllMusic             | [ 27 ]       |
| Entertainment Weekly | (B−)         |
| Billboard            | (favorevole) |
| Cash Box             | (favorevole) |

Stephen Thomas Erlewine di AllMusic ha dato un giudizio di due stelle su cinque, spiegando che dopo aver raggiunto l'enorme successo nei primi anni '90, con i più grandi successi di Adams sono state grandi e travolgenti ballate potenti; evidentemente costretto da quel personaggio da mezzo alla strada, 18 til I Die tenta di tornare alle vibrazioni rock dei suoi dischi precedenti. Alza le chitarre per "The Only Thing That Looks Good on Me Is You", "Black Pearl" e "(I Wanna Be) Your Lingerie", ma quel tipo di volgarità impedisce all'album di essere molto divertente - è semplicemente provandoci troppo. Nelle ballate semplici, Adams rimane un solido artigiano adulto contemporaneo, scrivendo canzoni con ritornelli e melodie imbarazzanti e orecchiabili. Sfortunatamente, le ballate non si adattano comodamente al rock: sembrano il lavoro di due artisti diversi, uno che cerca di cantare per i baby boomer, l'altro che cerca disperatamente di connettersi con gli adolescenti. David Browne di Entertainment Weekly spiega come 18 'Til I Die è un lavoro di hacking, eppure un lavoro di hack così schietto riguardo alle sue intenzioni e così desideroso di compiacere che è difficile disprezzarlo. Daina Darzin di Cash Box da un giudizio favorevole, soiegando come Adams ha interpretato successi nominati all'Oscar ad un posto solido nel pantheon del rock mainstream che invecchia con grazia, spiegando che il suo nuovo disco non deluderà i suoi fan o i programmatori radiofonici.

## 18 til I Die Tour
È il tour musicale di Bryan Adams a supporto dell'album, svoltosi nel 1996 e 1997 con un pre-tour nel 1995. Nel maggio del 1996 prende il via al Nurburgring in Germania, dove Adams suona davanti a una folla di oltre 60.000 persone. Il tour, denominato anche Summer of '96, fa tappa in diverse nazioni in Europa, dalla Germania alla Spagna per concludersi nel luglio 1996 presso il Wembley Stadium a Londra davanti a una folla di oltre 72.000 persone. Il suo secondo concerto sold-out presso l'impianto inglese, ed è considerato come il suo più popolare concerto di sempre in quanto fu trasmesso dal vivo in 25 paesi. In alcune date viene supportato da Melissa Etheridge.  Del concerto londinese nel 2016 è stato pubblicato il DVD Wembley 1996, registrato nella serata del 27 luglio 1996.  Il tour nel gennaio 1997 fa tappa in Nuova Zelanda, passando poi in Australia e Giappone e spostandosi in Europa e terminare nel settembre del 1997 negli Stati Uniti. In Italia il tour arriva nel mese di maggio del 1997 per 4 date: Milano, Bolzano, Roma e Modena.

## Tracce

### Edizione internazionale
1. The Only Thing That Looks Good on Me Is You – 3:37 (Adams, Lange)
2. Do to You – 4:11 (Adams, Lange)
3. Let's Make a Night to Remember – 6:19 (Adams, Lange)
4. 18 til I Die – 3:30 (Adams, Lange)
5. Star – 3:42 (Adams, Lange, Kamen)
6. (I Wanna Be) Your Underwear – 3:18 (Adams, Lange)
7. We're Gonna Win – 2:27 (Adams, Lange)
8. I Think About You – 3:36 (Adams, Peters)
9. I'll Always Be Right There – 3:17 (Adams, Lange)
10. It Ain't a Party if You Can't Come 'Round – 3:47 (Adams, Lange)
11. Black Pearl – 4:00 (Adams, Lange)
12. You're Still Beautiful To Me – 5:14 (Adams, Lange)
13. Have You Ever Really Loved a Woman? – 4:48 (Adams, Lange, Kamen)
14. Hey Elvis (Traccia bonus nell'edizione giapponese) – 3:26 (Adams, Peters)

### Edizione giapponese 2012/2013 SHM-CD bonus
1. Low Life (da "Have You Ever Really Loved a Woman?" singolo) – 4:10 (Adams, Lange, Kamen)
2. I Want It All (da "The Only Thing That Looks Good on Me Is You" singolo) – 4:48 (Adams, Lange)
3. Hey Little Girl (da "Let's Make a Night to Remember" singolo) – 4:39 (Adams, Lange)

### Edizione australiana
1. The Only Thing That Looks Good on Me Is You – 3:37 (Adams, Lange)
2. Do to You – 4:11 (Adams, Lange)
3. Let's Make a Night to Remember – 6:19 (Adams, Lange)
4. 18 til I Die – 3:30 (Adams, Lange)
5. Star – 3:42 (Adams, Lange, Kamen)
6. (I Wanna Be) Your Underwear – 3:18 (Adams, Lange)
7. I Think About You – 3:36 (Adams, Peters)
8. I'll Always Be Right There – 3:17 (Adams, Lange)
9. It Ain't a Party if You Can't Come 'Round – 3:47 (Adams, Lange)
10. Black Pearl – 4:00 (Adams, Lange)
11. Have You Ever Really Loved a Woman? – 4:48 (Adams, Lange, Kamen)
12. I Finally Found Someone (feat. Barbra Streisand) – 3:43 (Adams, Lange, Streisand, Hamlisch)
13. We're Gonna Win – 2:27 (Adams, Lange)

## Formazione
Musicisti
- Bryan Adams – voce, chitarra ritmica, chitarra solista, chitarra resofonica, chitarra a dodici corde, armonica a bocca
- Keith Scott – chitarra elettrica, chitarra solista, tremolo, sitar, slide guitar
- Paco de Lucía – chitarra classica in Have You Ever Really Loved a Woman?
- Mickey Curry – batteria
- Dave Taylor – basso elettrico
- Olle Romo – percussioni, nacchere
- Michael Kamen – pianoforte, arrangiamento strumenti ad arco
- Robert John "Mutt" Lange – chitarra
- Phil Palmer – chitarra in I'll Always Be Right There
- Edward Shearmur – Direttore d'orchestra in It Ain't a Party if You Can't Come 'Round
- The Pointless Brothers (Bryan Adams e Mutt Lange) – cori (1, 4, 6, 10, 11)
- Barbra Streisand – voce in I Finally Found Someone  (Edizione australiana)

Personale tecnico
- Bryan Adams – produttore
- Robert John "Mutt" Lange – produttore (1-7, 9-13)
- Olle Romo – ingegnere del suono
- Ron Obvious – assistente tecnico
- Bob Clearmountain –  missaggio
- Bob Ludwig – mastering
- Gateway Mastering (Portland, Maine) –
- Dirk Rudolph – artwork, fotografo addizionale
- Matthew Rolston – fotografo copertina, fotografo addizionale
- Andrew Catlin – fotografo addizionale
- Anton Corbijn – Fotografo addizionale
- Bruce Allen – manager

## Classifiche

### Classifiche settimanali
| Classifica (1996)          | Posizione massima |
| -------------------------- | ----------------- |
| Australia                  | 2                 |
| Austria                    | 2                 |
| Belgio (Fiandre)           | 5                 |
| Belgio (Vallonia)          | 15                |
| Canada                     | 4                 |
| Danimarca                  | 4                 |
| Europa                     | 3                 |
| Finlandia                  | 3                 |
| Francia                    | 15                |
| Germania                   | 4                 |
| Giappone                   | 5                 |
| Italia                     | 6                 |
| Norvegia                   | 7                 |
| Nuova Zelanda              | 13                |
| Paesi Bassi                | 9                 |
| Portogallo                 | 4                 |
| Regno Unito                | 1                 |
| Regno Unito (physical)     | 1                 |
| Regno Unito (rock & metal) | 1                 |
| Scozia                     | 2                 |
| Spagna                     | 4                 |
| Stati Uniti                | 31                |
| Svezia                     | 5                 |
| Svizzera                   | 2                 |
| Ungheria                   | 8                 |

### Classifiche di fine anno
| Classifica (1996) | Posizione |
| ----------------- | --------- |
| Australia         | 25        |
| Austria           | 12        |
| Canada            | 33        |
| Francia           | 84        |
| Germania          | 22        |
| Italia            | 41        |
| Paesi Bassi       | 56        |
| Regno Unito       | 24        |
| Spagna            | 48        |
| Stati Uniti       | 168       |
| Svezia            | 72        |
| Svizzera          | 14        |
| Classifica (1997) | Posizione |
| Australia         | 62        |